# Left Behind: The Movie
Left Behind: The movie (Dejados atrás en España y Olvidados en Hispanoamérica) es una película de Estados Unidos y Canadá estrenada el 4 de septiembre de 2000.
Está basada en la serie de libros Dejados atrás, escrita por el pastor y psicólogo cristiano Tim LaHaye y el reverendo y escritor cristiano Jerry B. Jenkins.
Esta es la primera película de la trilogía, es seguida por Left Behind II: Tribulation Force, y luego por Left Behind III: World at War.

## Argumento
Buck Williams (Kirk Cameron) es un joven periodista de GNN que se encuentra haciendo una nota en Israel, en donde un científico judío llamado Chaim Rosenzweig (Colin Fox) descubrió la fórmula para hacer crecer alimentos en cualquier lugar posible, nombrada como "La fórmula Edén". De pronto, aviones rusos comienzan a atacar el lugar, pero empiezan a estallar en el cielo, siendo destruidos misteriosamente. Buck, que estaba grabando todo, queda sorprendido por lo ocurrido, y decide averiguar qué o quién salvó a Israel del ataque sorpresa.
Mientras tanto, en Chicago, Rayford Steele (Brad Johnson) es llamado para pilotar un vuelo entre Chicago y Londres, por lo que debe dejar a su esposa Irene (Christie McFadyen), a su hija Chloe (Janaya Sthepens), y a su hijo Raymie (Jay Manchester) en su fiesta de cumpleaños. Por su parte, Chloe debe ir a dar unos exámenes a la universidad y discute con su padre, porque siente que busca excusas para no estar en la casa con su madre, y señala que se debe a que ella parece ser una fanática cristiana. Cosa que Rayford no niega en ningún modo. 
Por otra parte, vemos a Stonegal (Daniel Pilon) y a Cothran (Tony de Santis), unos exitosos banqueros que están planeando obtener la fórmula Edén de Chaim Rosenzweig, por medio de un joven político europeo llamado Nicolas Carpatia ((Gordon Currie). A este le encomiendan la misión de lograr la paz mundial, empezando con Israel y sus enemigos musulmanes. Nicolas se despide de sus maestros llevando consigo unos planos, prometiendo volver exitoso en su misión. 
Cuando Carpatia se retira, Stonegal y Cothran hablan de que un periodista llamado Dirk (Jack Langedijk) estuvo investigándolos. Dirk en el pasado fue espía, y es muy amigo de Buck Williams, y este se reúne con él en secreto para hablarle de lo que descubrió. Menciona a Buck que lo están siguiendo porque sacó información de la computadora de Stonegal, y que descubrió que tienen la intención de unir todas las monedas del mundo y obtener la fórmula Edén con un oscuro propósito. 
Luego vemos despegar un avión, y descubrimos que Rayford tiene un romance con la jefa de las azafatas, Hattie Duran (Chelsea Noble). También Buck esta en dicho vuelo, ya que decide viajar para investigar el ataque a Israel y sobre aquellas cosas que le mencionó Dirk. En el avión también se puede ver que Hattie Durham y Buck son amigos, y que ella logra obtener un trabajo en las Naciones Unidas por medio de una recomendación del periodista. 
Mientras los pasajeros duermen, una anciana se despierta y comienza a buscar a su esposo, Buck le habla, y ella le pide si puede ir a buscar a su esposo al baño, luego le pasa una chaqueta y le dice que la lleve al creer que su esposo andaba desnudo, ya que toda su ropa estaba en su asiento. 
Tras unos segundos, una mujer despierta y encuentra solo la ropa de su bebé y la de sus otros dos hijos, lo que despierta a los demás pasajeros, y comienza un caos total en el avión. Rayford con mucha dificultad logra comunicarse con la torre de control y recibe la noticia que las desapariciones ocurrieron en todo el mundo. Esto le lleva a tomar la decisión de volver a Chicago. 
Chloe, por su parte, maneja su auto por una carretera cuando se detiene rápidamente al observar un gran accidente que comprometía a muchos autos. Al bajarse, un hombre le dice que el chofer no estaba. Ella se dirige al camión y descubre la ropa del conductor. Luego, una joven madre pide ayuda para saber dónde estaba su bebé, ya que en el interior del auto estaban solo las ropas del pequeño. También en el accidente, el conductor de un autobús escolar encuentra solo la ropa y los útiles de los niños, todos desaparecidos. 
En el aeropuerto de Chicago, Buck observa con impacto que millones de personas desaparecieron en todo el mundo. En eso alcanza a Rayford y le pide que lo lleve a Nueva York, pero este se niega inicialmente, porque desea saber algo de su familia. Finalmente, Rayford lleva a Buck a su casa y cuando llega, va a las habitaciones en donde encuentra sólo el pijama de Irene y su hijo Raymie. Más tarde se puede ver que los militares recorren las calles anunciando que no se salga de noche, porque se ha establecido toque de queda. Entonces Rayford furioso y triste lanza la Biblia contra un espejo quebrándolo. Luego, la observa y comienza a leer. 
Al día siguiente ,Chloe llega a la casa en donde se encuentra con su padre y también con Buck, al que lleva al aeropuerto para que pueda viajar a Nueva York. Luego Chloe va a la escuela de su hermano para ver si el podría estar allí. Rayford llega regañándola por haberse ido sin avisar, mientras que el mismo en su interior lleva una lucha por el temor a saber la respuesta de a dónde fueron su mujer y su hijo. 
Más tarde Rayford va a la iglesia de su esposa, en donde se encuentra con el pastor Bruce Barnes (Clarence Gilyard Jr.), quien esta hablando solo en voz alta, y luego se dirige a Dios, pidiéndole perdón entre lágrimas. Luego, ambos ven un vídeo del pastor principal Billings (T.D. Jakes), quien también desapareció, y en el vídeo explica lo que verdaderamente sucedió con los que desaparecieron. 
Buck, en Nueva York, llega a la casa de Dirk buscando respuestas, pero se encuentra con que fue asesinado por un francotirador. Buck casi es asesinado por éste, pero logra escapar, llevándose un disco con la información que Dick poseía. Luego, con la ayuda de unas amigas periodistas, Ivy (Krista Bridges) y Gloria (Raven Dauda), logra decodificar la información. Esta muestra que las intenciones de Stonegal con las Naciones Unidas es que fueran a la bancarrota, para que se lograra tener el control mundial del alimento. También se descubre que tienen un extraño interés en lograr reconstruir el templo de Salomón en el "Domo de la roca". 
Después de esto, Buck logra contactarse con su amigo Alan, de la ONU, quien después de charlar con él es asesinado en una explosión de su auto (coche bomba), de la cual Buck logra salvarse tras darle dinero a una anciana, pero queda herido. Después vuelve a la casa de los Steele, ya que nadie los conoce a ellos en su círculo. Estos al verlo herido lo reciben y deciden ayudarlo. 
Nuevamente en Chicago, Rayford y Bruce le hablan a Chloe y a Buck sobre Dios y les muestran las profecías bíblicas, junto con el vídeo del pastor Billings en donde se explica que las desapariciones fueron causadas por la Segunda Venida de Jesucristo. También le muestran que el interés de Stonegal de reconstruir el templo de Salomón se debe a que, al ocurrir las desapariciones de todos los cristianos del mundo, se da lugar al surgimiento del Anticristo, quien logrará la reconstrucción de dicho templo para hacerse pasar por el Mesías. 
Buck queda asustado tras descubrir todo esto, pero aun así no decide creer en Dios. Luego de discutir con Rayford y Bruce, decide ir a la ONU para informar a Chaim sobre lo que esta ocurriendo, y así poder parar el plan de Stonegal. Tras la partida de Buck, Rayford y Chloe charlan, y luego van al altar de la iglesia y Chloe entrega su vida a Jesucristo. Pero también ora con su padre por la vida de Buck, dejando así en evidencia que ella esta sintiendo cosas por él. 
Al llegar es detenido, pero con la ayuda de Hattie (que ya esta trabajando en la ONU) logra advertirle a Chaim, quien a su vez le advierte a Nicolas Carpathia. Este, tras recibir la información de Buck se muestra decepcionado con sus maestros, y promete que se hará justicia. Pero al retirarse Carpathia de la sala en donde estaban, Williams ve en la mesa que tiene adelante los planos del tercer templo. Entonces Buck pregunta a Chaim si él está de acuerdo en que se reconstruya y este le responde que así es. Y que, por medio de la fórmula Edén, Carpathia logrará que los musulmanes firmen un acuerdo de paz con Israel por siete años, y que se levante el templo de Salomón junto a la Mezquita. 
Buck, asustado por esta noticia, comienza a creer en Dios, y decide entregarle su vida a Jesucristo. Entonces es invitado a participar en una reunión en donde Nicolas Carpathia es nombrado como Secretario General de las Naciones Unidas. Y allí descubre que Nicolas es el Anticristo, cuando se revela su plan de dominación mundial, y de este modo recuerda cuando el pastor Bruce le habló de las profecías bíblicas que anunciaban todo lo que está atestiguando. 
Carpathia anuncia que los planes para la reconstrucción del templo de Israel son sólo el primer paso de la conquista del mundo. Luego, tal cual como se le ha dicho a Buck, el Anticristo (Nicolas Carpathia) nombra a diez reyes que, a su vez, gobernarán el resto de los países. Estos diez reyes están en la misma reunión, y están compuestos por los jefes de Estado de Estados Unidos, Panamá, Chile, Reino Unido, Sudáfrica, Egipto, Rusia, India, China y Australia. 
Pero en la reunión también están, la ex azafata Hattie, el doctor Chaim como referente directo de la fórmula Edén, y los banqueros Stonegal y Cothran, quienes se muestran molestos con Nicolas por dejarlos de lado en el plan de dominación mundial. Entonces, Nicolae acusa a Stonegal y Cotran de haberle mentido, y luego les descubre que él los estuvo manipulando todo el tiempo. Tras esta revelación Stonegal y Cothran se molestan, pero Carpathia los asesina frente a todos disparándoles en la cabeza. 
Luego de matarlos, Nicolas comienza a hablar con un tono de voz distinto a todos los presentes, y les lava el cerebro bajo una poderosa hipnosis haciéndoles creer que Stonegal mató a Cothran, y luego se suicidó tras ser descubierto en sus crímenes por el periodista Buck Williams. Todos en la sala quedan bajo el engaño de Nicolas, excepto Buck, ya que este le entregó su vida a Jesucristo antes. 
Buck se acerca a Hattie con la intención de advertirle, pero ella ya estaba bajo el hechizo de Carpathia, y entonces se da a entender que ella y Nicolas están en una relación amorosa. 
Finalmente, Buck decide regresar a la iglesia Nueva Esperanza, y se escucha su voz en of diciendo que los años más oscuros de la tierra están por comenzar. Chloe, Rayford y Bruce salen al encuentro de Buck, quien abraza a Chloe al ingresar a la iglesia, culminando así la primera película de la saga.

## Elenco
- Kirk Cameron como Buck Williams.
- Brad Johnson como Rayford Steele.
- Janaya Stephens como Chloe Steele.
- Clarence Gilyard Jr. como Bruce Barnes.
- Colin Fox como Chaim Rosenzweig.
- Gordon Currie como Nicolae Carpathia.
- Chelsea Noble como Hattie Durham.
- Daniel Pilon como Jonathan Stonegal.
- Tony de Santis como Joshua Cothran.
- Jack Langedijk como Dirk Burton.
- Krista Bridges como Ivy Gold.
- Thomas Hauff como Steve Plank.
- Neil Crone como Ken Ritz.
- Sten Eirik como Carl.
- Raven Dauda como Gloria.

Otros
- Marvin Ishmael como Firzhugh.
- Philip Akin como Alan Tompkins.
- Christie McFadyen como Irene Steele.
- Jay Manchester como Raymie Steele.
- T.D. Jakes como Pastor Billings.
- Davis McNiven como Chris.
- Terry Samuels como General de Ejército.
- Chris Gillet como Eric Miller.
- Bob Carlisle como Reportero de GNN.
- Rufus Crawford como Guardia de seguridad.
- Tony Curtis Blondell como Guardia de seguridad.
- Ava van Heerden como Bebé del avión.
- Stacie Fox como Madre de la carretera.

## Producción

### Rodaje
Cloud Ten Pictures obtuvo los derechos de los primeros dos libros de Dejados Atrás de Namesake Entertainment, que los había obtenido de los autores de los libros. El rodaje comenzó a principios de mayo de 2000 y continuó por un total de 31 días.
Una cantera de Ontario fue utilizada para las escenas de Israel. Mike Hackenberger, del zoológico de Bowmanville, comentó: "Los camellos venden la apariencia... Como accesorio, los camellos son geniales. Puedes moverlos, puedes pegarlos allí. Si ves un camello en la arena, sabes que es un desierto. Podrían no pasar por el ojo de la aguja, pero sin ellos, esta película habría sido un desastre. Debería haber al menos un camello en cada película."

### Casting
Antes de que Janaya Stephens asumiera el papel de Chloe Steele, se le había dado a Lacey Chabert, quien se retiró debido a conflictos de agenda.
Algunos de los extras que interpretaron a las personas salvas  fueron ministros cristianos conocidos, destacando Jack Van Impe y John Hagee (que aparecen en el avión poco antes de la desaparición masiva; Hagee también fue crucial en la promoción de la película) y T. D. Jakes (quien aparece en el video que el grupo mira, diciéndoles qué esperar en el mundo posterior al Rapto). Músicos cristianos notables también fungieron como extras; Bob Carlisle y Rebecca St. James aparecieron como presentadores de noticias, y el grupo cristiano Jake apareció como guardias de seguridad hacia el final de la película.

## Banda Sonora
Se lanzaron dos CD con la música de la película.
El 3 de octubre de 2000, Reunion Records lanzó  Left Behind: The Movie Soundtrack , presentando una colección de canciones de la película e inspiradas por la misma.
1. Never Been Unloved (Bruce's Song) – Michael W. Smith
2. I Believe in You – Joy Williams
3. Sky Falls Down (Israel Is Attacked) – Third Day
4. I Need a Miracle – Plus One
5. Hide My Soul – Avalon
6. Can´t Wait for You to Return – Fred Hammond
7. Midnight Cry (Closing Theme) – Various Artists
8. Fly (Chloe’s Song) – LaRue
9. Believer (Buck's Song) – Jake
10. Come Quickly Lord – Rebecca St. James
11. After All (Rayford's Song) – Bob Carlisle
12. Live for the Lord (Irene's Song) – Kathy Troccoli
13. All the Way to Heaven – V*Enna
14. No Fear (Panic in the City) – Clay Crosse
15. Left Behind (Main Theme) – Bryan Duncan and SHINE

El 6 de febrero de 2001, Reunion lanzó el segundo CD, titulado Left Behind: The Original Motion Picture Score. El CD incluía la banda sonora orquestal compuesta por James Covell, interpretada por laLondon Symphony Orchestra y el Lake Avenue Choir. El CD incluye estas diecisiete canciones:
3 
1. Prologue
2. Left Behind Main Title
3. Surprise Attack
4. Rayford's Conversion
5. Dirk's in Trouble
6. Rebuild the Temple
7. Rapture
8. Rayford Comes Home
9. Loss of a Friend
10. Buck's Mission
11. Chloe's Choice
12. One Left, the Other Taken
13. Goodbyes
14. I Don't Want to Lose You
15. Prayers for Buck
16. Seven Years
17. The Final Chapter